# Günther Brennecke
Günther Karl Erich Brennecke (* 13. Januar 1927 in Goslar; † 25. Februar 2014 ebenda) war ein deutscher Hockeyspieler. Er gewann 1956 eine olympische Bronzemedaille.
Günther Brennecke stand schon bei den Olympischen Spielen 1952 in der deutschen Olympiaauswahl, die im Viertelfinale gegen die Niederländer ausschied. Bei den Olympischen Spielen 1956 in Melbourne wirkte Brennecke in allen fünf Spielen mit. Nachdem die Mannschaft gegen den späteren Olympiazweiten Pakistan ein torloses Unentschieden erreicht hatte, verlor sie im Halbfinale gegen die Inder mit 1:0. Im Spiel um die Bronzemedaille gewannen die Deutschen mit 3:1 gegen die Briten.
Am 21. Januar 1957 erhielten er und die deutsche Hockey-Olympiamannschaft das Silberne Lorbeerblatt.
Insgesamt spielte Brennecke von 1951 bis 1960 in 46 Länderspielen mit. Für seine Verdienste um den Sport in Niedersachsen wurde er in die Ehrengalerie des Niedersächsischen Instituts für Sportgeschichte aufgenommen.
Günther Brennecke war als Mittelläufer eine Stütze des Goslarer SC 08. Nachdem die Mannschaft mehrfach im Halbfinale an Uhlenhorst Mülheim gescheitert war, erreichte sie 1956 das Endspiel um die deutsche Meisterschaft gegen den SC Brandenburg, verlor aber mit 1:2 Toren. Dies war der größte Erfolg der Hockeyspieler in der Vereinsgeschichte.